# Credito di firma
Il credito di firma è un'operazione di prestito con cui la banca si impegna ad assumere o a garantire l'obbligazione di un terzo soggetto.
In particolare, se la banca autorizza il terzo a spiccare o fare tratte su se stessa e si impegna ad accettarle, concede un credito di accettazione; se invece la banca garantisce l'obbligazione del terzo concede un credito di avallo (nel caso in cui la garanzia è data firmando per avallo una cambiale) oppure un credito di fideiussione, se la garanzia è data in altra forma.
Non comportano costi per la banca a meno che il creditore non risulti insolvente.
| Controllo di autorità | Thesaurus BNCF 14246 |